# NGC 7091
NGC 7091 é uma galáxia espiral barrada (SBd) localizada na direcção da constelação de Grus. Possui uma declinação de -36° 39' 14" e uma ascensão recta de 21 horas, 34 minutos e 07,7 segundos.
A galáxia NGC 7091 foi descoberta em 1 de Setembro de 1834 por John Herschel.